# Nils Peter Angelin
Nils Peter Angelin (23. juli 1805 i Lund—13. februar 1876) var en svensk palæontolog.
Angelin blev student i sin fødeby. Han begyndte at studere palæontologi, særligt Skånes palæozoiske dannelser, og hans undersøgelser af disse blev af stor betydning for geologien. Særlig var det trilobiterne, som han i den første tid beskæftigede sig med, og af hvilke han beskrev 273 arter i sin Palæontologia scandinavica, af hvilken første hæfte udkom 1851, andet og sidste hæfte 1854. Dette værk skaffede ham doktorgraden fra universitetet i Breslau (1857), og kort efter blev han udnævnt til docent og senere til adjunkt ved universitetet i Lund.
I 1864 blev han ansat som intendant ved de palæontologiske samlinger i Riksmuseum i Stockholm, hvor hans private samling senere blev indlemmet. Angelin havde tidligere udarbejdet et geologisk kort over Skåne, som var færdigtrykt 1859; men beskrivelsen blev dog først udgivet 1877 efter hans død. Ligeledes efter hans død og på foranstaltning af Kungliga Vetenskapsakademien blev hans arbejde over svenske siluriske crinoideer udgivet under titlen: Iconographia Crinoideorum in stratis Sueciae Siluricis fossilium i  1878 og Fragmenta silurica i 1880.